# Smiths Falls
Smiths Falls é uma cidade localizada na província canadense de Ontário. É uma cidade independente, que não faz parte de nenhuma entidade administrativa da província, como condados ou municipalidades regionais. Sua população é de aproximadamente 10 mil habitantes.